# Каменка (муниципальный округ Первоуральск)
Каменка — деревня в муниципальном округе Первоуральск Свердловской области России

## География
Деревня Каменка расположена на левом берегу реки Чусовой, в устье реки Каменки, в 31 километре (по автодороге в 38 километрах) к северо-западу от города Первоуральска. В деревне находится геоморфологический и историко-литературный природный памятник — камень Каменский.

## История

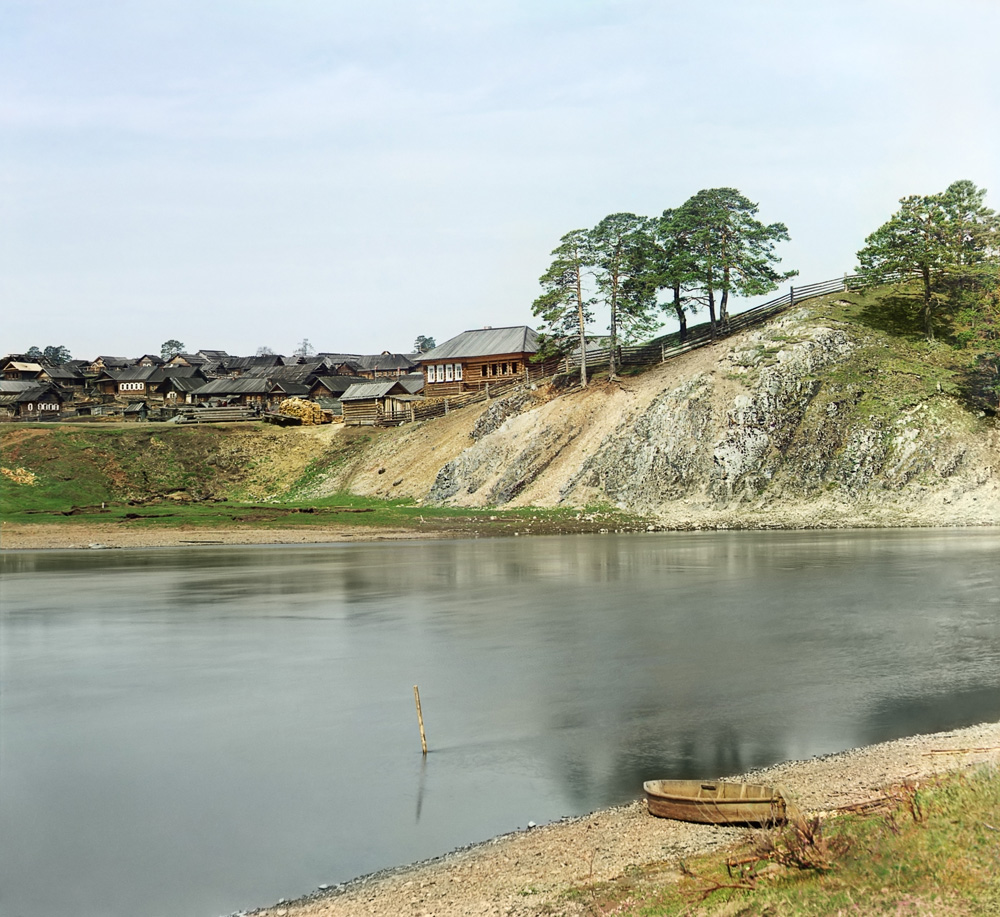
Вид на Каменку с реки Чусовой (1912 год, фото С. М. Прокудина-Горского)

Деревня была названа по имени реки Каменки, которая получила название от своего каменистого русла.
После того как в путеводителе Ф. П. Опарина «Река Чусовая» за 1936 год было дано ошибочное описание деревни Каменки вместо деревни Усть-Утки, долгое время считалось, что деревня Каменка была основана Строгановыми в 1574 году в качестве восточного форпоста владений Строгановых. И что поселение возникло до знаменитого похода Ермака в Сибирь в 1581—1582 годах. Сторожевая застава была возведена через год после набега сибирского хана Маметкула на строгановский Чусовской Городок. Название получено по хребту Уральский, который в те времена называли Камень. Однако, после работы краеведа Юрия Дунаева принято считать, что деревня возникла благодаря лесопильне на реке Каменке в 1726—1729 годах. После создания плотины со шлюзом для пильной мельницы вырос и двор из двух пильщиков с тремя учениками.
Согласно переписи 1897 года в деревне Каменке проживали бывшие государственные крестьяне и бывшие непременные работники казённых заводов и Уткинского завода. В начале XX века основным занятием местных жителей был выжег угля для заводов и приисковые работы по добыче золота и железной руды. Летом многие уходили в Красноуфимский уезд и в Уфимскую губернию на жатвенную страду. Хлебопашеством занимались немногие, так как от холодных утренников хлеб вымерзал. Основным занятием местных жителей были также лесопильные работы и сплав на караванах.

### Златоустовская часовня
В 1870 году была построена деревянная часовня во имя Святого Иоанна Златоуста, которая в советские время была снесена. На её месте в настоящий момент построен дачный домик.

### Школа
В январе 1901 года в помещении от общества была организована школа грамоты.

### Каменская пристань
Каменский пруд
В 1726 году была построена Каменская казённая пристань с прудом, плотиной, шлюзом и лесопильной мельницей с водяным колесом. В настоящее время остался пруд с остатками плотины, через шлюзы которой барки ранее попадали в реку Чусовую.

## Достопримечательности
В настоящее время в деревне можно увидеть деревянное двухэтажное здание, обшитое тёсом, построенное в конце XIX века, и небольшой каменный амбар конца XIX века.
На камне Каменском частично сохранились деревянные декорации прииска от съёмок фильма «Золото», а в 250 метрах ниже по течению реки остатки декораций деревянной крепости, построенной Свердловской киностудией в 1983 году для съёмок фильмов «Семён Дежнёв», «Демидовы», «Похищение чародея» и «Житие Александра Невского».

## Население
| 2002 | 2010 |
| ---- | ---- |
| 16   | ↗40  |

## Статьи
- Неизвестная Чусовая. Деревня Каменка // Чусовая России
- Деревня Каменка. Уральская «фабрика грёз» на реке Чусовой // Чусовая России
- «Строгановский Урал» на страницах очерков Д. Н. Мамина-Сибиряка // Чусовая России